# Ádám Fischer
Ádám Fischer (Budapest (Hongria), 9 de setembre, 1949) és un director d'orquestra hongarès. És el director general de música de l'orquestra austrohongaresa Haydn, el director en cap de l'orquestra de cambra danesa i el director en cap de la Düsseldorfer Symphoniker.

## Carrera
Ádám Fischer és el germà gran del també director d'orquestra Iván Fischer. Tots dos pertanyien al cor infantil de l'Òpera Nacional de Budapest, i van cantar com a dos dels tres nois a La flauta màgica de Mozart.
Fischer va estudiar piano i composició al Conservatori Bartók de Budapest, i direcció amb Hans Swarowsky a Viena. També va estudiar amb Franco Ferrara a l'"Accademia Chigiana" de Siena. Va guanyar el primer premi al Concurs Guido Cantelli de Milà. La seva carrera va començar amb la direcció d'òpera a Múnic, Friburg i altres ciutats alemanyes. El 1982 va debutar a l'Òpera de París, dirigint Der Rosenkavalier, i el 1986 va debutar a La Scala de Milà, dirigint Die Zauberflöte. Entre 1987 i 1992, va ser el director general de música a Kassel.
Fischer va començar una llarga col·laboració amb l'Òpera Estatal de Viena el 1973. El gener de 2017, va ser nomenat membre honorari de la companyia.
El 1987, Fischer va establir l'Orquestra Austrohongaresa Haydn i va iniciar el "Festival Haydn" a la ciutat austríaca d'Eisenstadt. Ha enregistrat les simfonies Haydn completes per al segell Nimbus, el primer enregistrament digital del cicle, amb l'orquestra. El juliol de 1989, Fischer va iniciar els primers festivals Gustav Mahler a Kassel. El 1998, Fischer va ser nomenat director en cap de la "Danish National Chamber Orchestra". Fischer ha gravat la sèrie completa d'Opere de Wolfgang Amadeus Mozart amb aquesta orquestra, i actualment està enregistrant les simfonies completes de Mozart.

A finals de 2010, Fischer va dimitir com a director musical de l'Òpera Estatal d'Hongria en protesta contra la controvertida llei de mitjans introduïda a Hongria el 2011. En declaracions a Brussel·les l'11 de gener de 2011, va dir als periodistes:
| « | "Molta de l'atenció s'ha centrat en la nova llei, però els problemes són molt més profunds. Encara més preocupants són els canvis a la constitució nacional que s'estan redactant i l'auge de l'antisemitisme, l'homofòbia i la xenofòbia a la societat hongaresa. | » |

Fischer es va unir amb András Schiff, Miklós Jancsó i altres en una carta oberta condemnant el registre del govern hongarès sobre aquests temes.
Fischer ha gravat comercialment per a Nimbus, CBS, EMI, Hungaroton, Delta, Dacapo i Naxos. El 1982 va guanyar el "Grand Prix du Disque". L'any 2018, va ser guardonat amb el "Wolf Prize in Arts".